# Herb Chodcza
Herb Chodcza – jeden z symboli miasta i gminy Chodecz w postaci herbu. Herb taki znajdował się na miejskiej pieczęci pochodzącej z 1442 roku.

## Wygląd i symbolika
Herb przedstawia na czerwonej tarczy herbowej belkę srebrną w pas, na której umieszczone są dwie skrzyżowane na kształt litery X, złamane srebrne belki.
Symbole w herbie nawiązują do ciesielstwa rozwijającego się dawniej w mieście.